# EHC Visp
EHC Visp – szwajcarski klub hokeja na lodzie z siedzibą w Vispie.

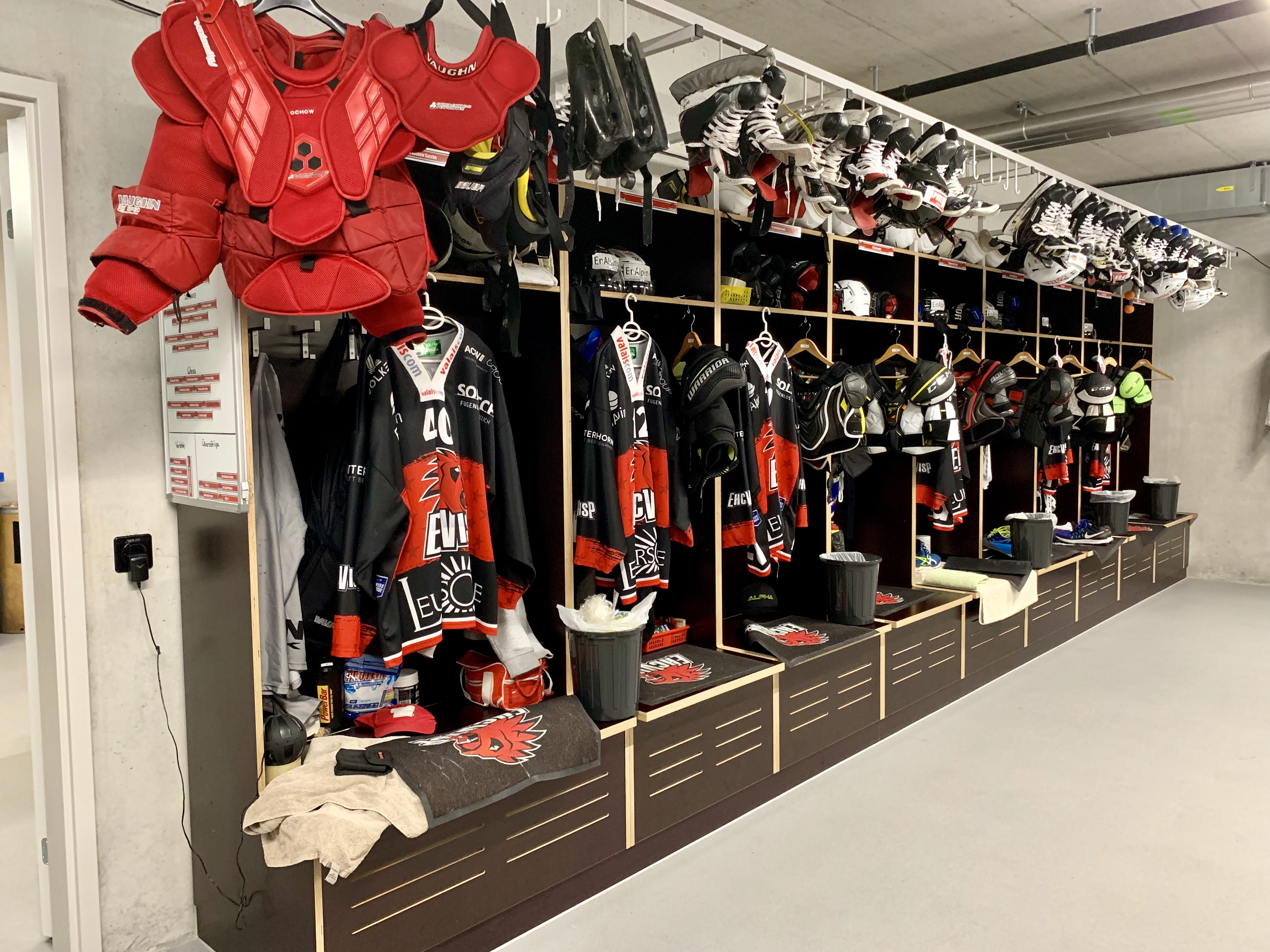
Szatnia drużyny

## Sukcesy
- Złoty medal mistrzostw Szwajcarii: 1962
- Srebrny medal mistrzostw Szwajcarii: 1961, 1963, 1964
- Brązowy medal mistrzostw Szwajcarii: 1966
- Złoty medal Nationalliga B: 1960, 2011, 2014
- Srebrny medal Nationalliga B: 1949, 1953, 1956, 2003, 2007, 2010
- Brązowy medal Nationalliga B: 1951
- Puchar Szwajcarii: 1964
- Finał Pucharu Szwajcarii: 1960, 1961

## Trenerzy
Szkoleniowcami drużyny byli m.in. Bibi Torriani, Jarmo Tolvanen.